# Przegub Weissa
Przegub Weissa – przegub homokinetyczny kulowy, w którym cztery kule przenoszące moment obrotowy toczą się w odpowiednio ukształtowanych prowadnicach wykonanych w widełkach części napędzanej i napędzającej przegubu. Ukształtowanie prowadnic sprawia, że w przypadku przesunięcia względnego widełek kule ustawiają się tak, że płaszczyzna przechodząca przez środki kul dzieli na połowę kąt między wałami napędzanym i napędzającym. Dzięki temu oba wały mają taką samą prędkość. Natomiast występująca piąta kula służy do środkowania widełek. Ustala się ją w określonym położeniu za pomocą kołka wsuniętego jednym końcem w kanał widełek, a drugim w otwór kołka.